# Église de Lehtimäki
L'église de Lehtimäki (finnois : Lehtimäen kirkko) est une église luthérienne  située à Alajärvi en Finlande,.

## Architecture
L'édifice est conçu par  Jacob Rijf et construit en 1800.
En son chœur, on peut observer un attique octogonal.
Le clocher est un bâtiment séparé de 3 étages conçu par Abraham Hernesmaa et bâti en 1835.
L'église a hérité des orgues à 8 jeux faites à l'origine pour l'église de Parkano par la fabrique d'orgues de Kangasala en 1894.
Elles sont transformées en orgues à 18 jeux en 1978 en conservant leur façade.
La direction des musées de Finlande a classé l'église et son paysage culturel dans les sites culturels construits d'intérêt national.